# スーパー歌舞伎II ワンピース
『スーパー歌舞伎II ワンピース』（スーパーかぶきセカンド ワンピース）は、尾田栄一郎原作による少年漫画作品『ONE PIECE』の舞台化作品。4代目市川猿之助演出による舞台シリーズ「スーパー歌舞伎II」の2作目。ワンピース歌舞伎と俗称されることもある。

## 概要
先代猿之助（2代目猿翁）が創始したスーパー歌舞伎シリーズ（重厚な物語性や西洋楽器を取り入れた荘厳な音楽、煌びやかな衣装、アクロバティックな殺陣、現代語による演技などを特徴とする）を「スーパー歌舞伎II（セカンド）」として継承した4代目市川猿之助が、第1作『空ヲ刻ム者』に続き選んだ新作演劇。
｢最も多く発行された単一作家によるコミックシリーズ」としてギネス認定された、国内のみならず海外でも幅広い人気を誇る漫画作品『ONE PIECE』の、初の本格的舞台化作品である。具体的には『頂上戦争編』を主軸としており、シャボンディ諸島、アマゾン・リリー、インペルダウン、マリンフォードなどの世界が描かれている。
佐々木蔵之介ら、現代劇の俳優を主要キャストに起用した『空ヲ刻ム者』に続き、福士誠治（初演時）、平岳大（大阪公演以降）、浅野和之ら現代劇のキャストを登用したほか、市川猿之助の属する澤瀉屋門人のみならず、中村隼人や坂東巳之助ら門外の若手を多数起用。また、振付にも歌舞伎舞台作品を多く手掛ける尾上菊之丞と、JAZZ CONTEMPORARYダンスの気鋭穴井豪の両名を起用、作曲を藤原道山、作調を田中傳左衛門、主題歌提供をゆずの北川悠仁が担い、衣装を劇団☆新感線の竹田団吾が担当するなど、スタッフ・キャストの両面に歌舞伎人脈にとどまらない幅広い人材を集めた。
この作品の上演で、新橋演舞場は平成27年度（第70回）文化庁芸術祭賞・演劇部門関東参加公演の部で優秀賞を受賞した。
また、2015年初演の翌2016年にはシネマ歌舞伎として全国劇場公開されたほか、2017年からは一部脚本・演出を変更して再演されている。

### 麦わらの挑戦
2017年公演時には「特別マチネ 麦わらの挑戦」と題して、若手俳優を中心とした配役での特別公演が企画された。尾上右近が主役のルフィ・ハンコックを演じ、巳之助・新悟が通常公演に加えて主要な役どころを演じる。猿之助は終盤シャンクス役でのみ登場するが、このシャンクスは初演時とも通常公演の平とも全く異なり、より歌舞伎風の衣装・隈取り・演出がなされた独特の役どころとなる。しかし、公演4日目の10月9日昼公演のカーテンコールで、通常公演主演の市川猿之助が、舞台装置に衣装の袖を引き込まれ左腕を骨折する大けがに見舞われる。猿之助は終演まで復帰せず、以降は全公演が右近主演となった。なお、代役の配役はほぼ「麦わらの挑戦」に近く、このため通常公演の前売り券購入者には観劇当日に「麦わらの挑戦」公演との差額分が返金されている。

## 配役
| キャラクター名                             | 2015年演舞場                     | 2016年松竹座 ・博多座 | 2017年演舞場                         | 2017年 演舞場 《麦わらの挑戦》       | 2018年松竹座 ・御園座 | 備考 |
| ------------------------------------------ | -------------------------------- | --------------------- | ------------------------------------ | ------------------------------------ | --------------------- | --- |
| モンキー・D・ルフィ ボア・ハンコック       | 市川猿之助                       | 市川猿之助            | 市川猿之助                           | 尾上右近                             | 市川猿之助 尾上右近   | 2017年演舞場公演では10月9日の昼公演で猿之助が左腕を骨折し降板、以降は右近が代役を務めた。 2018年松竹座公演ではダブルキャスト |
| ロロノア・ゾロ ボン・クレー スクアード     | 坂東巳之助                       | 坂東巳之助            | 坂東巳之助                           | 坂東巳之助                           | 坂東巳之助            | |
| サンジ イナズマ                            | 中村隼人                         | 中村隼人              | 中村隼人                             | 中村隼人                             | 中村隼人              | |
| ポートガス・D・エース                      | 福士誠治                         | 平岳大                | 平岳大                               | 平岳大                               | 平岳大                | |
| ナミ サンダーソニア                        | 市川春猿                         | 市川春猿              | 坂東新悟                             | 坂東新悟                             | 坂東新悟              | |
| ニコ・ロビン マリーゴールド                | 市川笑也                         | 市川笑也              | 市川笑也                             | 市川笑也                             | 市川笑也              | |
| エドワード・ニューゲート 《白ひげ》        | 市川右近（初代）                 | 市川右近（初代）      | 市川右團次                           | 市川右團次                           | 市川右團次            | 市川右近(初代)は2017年1月に市川右團次(3代目)を襲名。                                                                         |
| マルコ                                     | （坂東八大）                     | 尾上右近              | 尾上右近                             | 中村隼人                             | 尾上右近 中村隼人     | 初演時は大きな見せ場はなかったが、尾上右近が出演した松竹座公演以降宙乗りで登場するなど主要な役どころとなった                 |
| サディちゃん                               | （登場なし）                     | 尾上右近              | 尾上右近                             | 坂東新悟                             | 尾上右近 坂東新悟     | 初演当初は登場しない |
| センゴク                                   | 浅野和之                         | 浅野和之              | 浅野和之                             | 浅野和之                             | 浅野和之              | |
| イワンコフ                                 | 浅野和之                         | 浅野和之              | 浅野和之                             | 浅野和之                             | 浅野和之 下村青       | 浅野は新橋演舞場初演時はこれに加えシルバーズ・レイリーを演じたが、松竹座公演以降は登場が削除され、2役になった。              |
| ブルック                                   | 嘉島典俊                         | 嘉島典俊              | 嘉島典俊                             | 嘉島典俊                             | 下村青                | |
| ニョン婆                                   | 市川笑三郎                       | 市川笑三郎            | 市川笑三郎                           | 市川笑三郎                           | 市川笑三郎            | |
| ジンベエ マーシャル・D・ティーチ《黒ひげ》 | 市川猿弥                         | 市川猿弥              | 市川猿弥                             | 市川猿弥                             | 市川猿弥              | |
| はっちゃん 戦桃丸                          | 市川弘太郎                       | 市川弘太郎            | 市川弘太郎                           | 市川弘太郎                           | 市川弘太郎            | |
| アバロ・ピサロ                             | 市川寿猿                         | 市川寿猿              | 市川寿猿                             | 市川寿猿                             | 市川寿猿              | |
| マゼラン                                   | 市川男女蔵                       | 市川男女蔵            | 市川男女蔵                           | 市川男女蔵                           | 市川男女蔵            | |
| 大参謀つる                                 | 市川門之助                       | 市川門之助            | 市川門之助                           | 市川門之助                           | 市川門之助            | |
| ベラドンナ                                 | 坂東竹三郎                       | 坂東竹三郎            | 坂東竹三郎                           | 坂東竹三郎                           | 坂東竹三郎            | |
| トニートニー・チョッパー （人型時）        | 石橋直也                         | 石橋直也              | -                                    | -                                    | -                     | (2017年公演では登場はない)                                                                                                   |
| トニートニー・チョッパー （人獣型時）      | 日下部大智 三瓶由騎 （交互出演） | 市川猿                | 市川猿 市川右近 (2代目) （交互出演） | 市川猿 市川右近 (2代目) （交互出演） | 市川猿                | 日下部大智は本作出演を機に市川猿之助に入門。2016年大阪松竹座公演で市川猿を名乗る。2016年松竹座・博多座公演では一人で勤めた。 |
| ウソップ                                   | 井之上チャル                     | 井之上チャル          | 井之上チャル                         | 井之上チャル                         | 嘉島典俊              | |
| フランキー                                 | 市川猿若                         | 市川猿若              | 石橋直也                             | 石橋直也                             | 石橋直也              | |
| シャンクス                                 | 市川猿之助                       | 市川猿之助            | 平岳大                               | ※市川猿之助                          | 平岳大 市川猿之助     | 猿之助休演時には平が演じた                                                                                                   |
| ガープ中将                                 | 市川段四郎 市川寿猿 （交互出演） | -                     | -                                    | -                                    | -                     | (2017年公演では登場はない)                                                                                                   |
| "赤犬"サカズキ                             | 嘉島典俊                         | 嘉島典俊              | 嘉島典俊                             | 嘉島典俊                             | 嘉島典俊              | |
| "青雉"クザン                               | 市瀬秀和                         | 市瀬秀和              | 市瀬秀和                             | 市瀬秀和                             | 市瀬秀和              | |
| "黄猿"ボルサリーノ                         | 市川猿四郎                       | 市川猿四郎            | 市川猿四郎                           | 市川猿四郎                           | 市川猿四郎            | |
| ダズ・ボーネス                             | 石橋直也                         | 石橋直也              | 石橋直也                             | 石橋直也                             | 石橋直也              | |
| ディスコ                                   | 市川猿三郎                       | 市川猿三郎            | 市川猿三郎                           | 市川猿三郎                           | 市川猿三郎            | |
| チャルロス                                 | 市川欣也                         | 市川欣也              | 市川欣也                             | 市川欣也                             | 市川欣也              | |
| ハンニャバル                               | 市川喜猿                         | 市川喜猿              | 市川喜猿                             | 市川喜猿                             | 市川喜猿              | |

## スタッフ
- 原作：尾田栄一郎
- 脚本・演出：横内謙介
- 演出：市川猿之助
- スーパーバイザー：市川猿翁
- 主題歌提供：北川悠仁（ゆず）
  - 歌：RUAN（初演時）、ゆず（再演時）
- 美術：堀尾幸男
- 照明：原田保
- 音楽：藤原道山
  - 作編曲：福廣秀一朗
  - ボイス：おおたか静流
  - シタール：井上憲司
  - バーンスリー：寺原太郎
- 作調：田中傳左衛門
- 衣装：竹田団吾
- ヘアデザイン：宮内宏明
- 映像：上田大樹
- 音響：小寺仁
- 振付：尾上菊之丞、穴井豪
- 特殊効果：田中義彦
- 演出助手：杉原邦生、則岡正昭（初演時）
- 舞台監督：井口祐弘、林和宏
- 立師：市川猿四郎
- アクション：渡辺智隆
- 製作: 松竹

## 公演

### 2015年
- 新橋演舞場（東京） - 「松竹創業120周年 平成27年度（第70回）文化庁芸術祭参加公演 スーパー歌舞伎II（セカンド）『ワンピース』」

　2015年10月7日(水) - 11月25日(水)
　主催：スーパー歌舞伎II『ワンピース』パートナーズ、後援：朝日新聞社、
協賛：株式会社セブン-イレブン・ジャパン、大鵬薬品工業株式会社、日本生命保険相互会社、ショウワノート株式会社

### 2016年
- 大阪松竹座（大阪）- 「スーパー歌舞伎II（セカンド）『ワンピース』」

　2016年3月1日(火) - 3月25日(金)
　主催：スーパー歌舞伎II『ワンピース』パートナーズ、後援：関西テレビ放送、朝日新聞社、
協賛：株式会社セブン-イレブン・ジャパン、大鵬薬品工業株式会社、日本生命保険相互会社、株式会社ダスキン
- 博多座（福岡）- 「リニューアル記念公演　スーパー歌舞伎II（セカンド）『ワンピース』」

　2016年4月2日(土) - 26日(火)
　協力:ANA、JR九州、西鉄、福岡市営地下鉄

### 2017年
- 新橋演舞場 - 「スーパー歌舞伎II（セカンド）『ワンピース』」

　2017年10月6日(金) - 11月25日(土)
　主催：スーパー歌舞伎II『ワンピース』パートナーズ、後援：朝日新聞社、協賛：日本生命

### 2018年
- 大阪松竹座 - 「スーパー歌舞伎II（セカンド）『ワンピース』」

　2018年4月1日(日) - 25日(水)
　主催：スーパー歌舞伎II『ワンピース』パートナーズ、後援：関西テレビ放送、朝日新聞社
- 御園座（名古屋） - 「御園座新劇場開場記念　スーパー歌舞伎II（セカンド）『ワンピース』」

　2018年5月3日(木・祝) - 27日(日)
　主催：御園座・中日新聞社

## 受賞歴
- 第44回 平成27年度 大谷竹次郎賞（横内謙介）[19]
- 平成27年度（第70回）文化庁芸術祭賞優秀賞（新橋演舞場） - 「スーパー歌舞伎II（セカンド）『ワンピース』の成果」[20][5]
- デジタル・コンテンツ・オブ・ジ・イヤー '15優秀賞（松竹株式会社とスーパー歌舞伎II『ワンピース』パートナーズ）[21][22]

## 展開
- シネマ歌舞伎

2016年10月22日、東劇、新宿ピカデリーほか全国劇場で公開されたのを皮切りに、アメリカ合衆国・ハリウッドやスリランカ・コロンボなどでも上映された。シネマ歌舞伎版では、舞台上演時3時間超だったものが約2時間（118分）に再編集されている。
収録内容は2015年11月新橋演舞場公演
- 銀座三越で「『スーパー歌舞伎II　ワンピース』の世界展」を開催[27]

会期：2016年10月5日 - 18日
- ブックレット書籍「スーパー歌舞伎II『ワンピース』〝偉大なる世界〟《グランド・ライブ》」を発売[28][29]

集英社刊 (2017/11/11) ISBN 978-4087808292